# 山浦瑛子
山浦 瑛子（やまうら えいこ、1940年4月28日 - 2010年10月22日）は、日本の会計学者。専門は会計学。学位は、商学博士（拓殖大学・1994年）。元国士舘大学21世紀アジア学部教授。

## 経歴
山形県米沢市生まれ。1963年高崎経済大学経済学部経済学科卒業後、同年4月旺文社入社(1966年6月まで勤務)。
1971年3月拓殖大学大学院経済学研究科修士課程修了後、同年4月高崎経済大学経済学部助手、1972年4月同大学経済学部専任講師、1975年4月同大学経済学部助教授、1981年同大学経済学部教授。2000年同大学経済学部長。2002年4月同大学大学院経済・経営研究科修士課程教授。2004年4月同大学大学院経済・経営研究科博士後期課程教授。
2006年4月国士館大学21世紀アジア学部アジア太平洋学科着任（2008年3月まで）。

## 著書
- 『標準簿記論』 創成社 2007年4月
- 『プラン・コンタブルの国際比較』 中央経済社 2005年7月
- 『現代財務会計論』 創成社 2005年5月
- 『変革期の財務会計論』 創成社 2003年4月
- 『IPネットワーク社会と都市型産業』 日本経済評論社 2003年3月